# DC Universe Infinite
DC Universe Infinite é um serviço online da DC Comics lançado em 21 de janeiro de 2021 e distribui principalmente edições anteriores de quadrinhos publicados pela DC pela internet. É um relançamento do antigo serviço de streaming DC Universe, depois que seu conteúdo de vídeo e programação original foram incluídos no HBO Max em 2020.

## História
Entre as características do serviço original do DC Universe estava uma seleção rotativa de quadrinhos publicados pela DC. Em agosto de 2020, depois que o editor da DC Comics, Jim Lee, revelou que toda a programação original do DC Universe seria migrada para o HBO Max, ele falou sobre o aspecto comunitário do DC Universe, bem como a capacidade de acessar o catálogo de títulos de quadrinhos, afirmando que "sempre haverá uma necessidade disso", e que a DC estava procurando maneiras de transformar a plataforma para que o conteúdo não desaparecesse.
O serviço foi relançado como DC Universe Infinite em 21 de janeiro de 2021 e se tornou um serviço de quadrinhos digitais. A Infinite ofereceria títulos recém-publicados da DC Comics um ano (mais tarde reduzido para seis meses) após a data de lançamento no varejo, acesso antecipado aos primeiros títulos digitais da DC Comics, quadrinhos exclusivos criados para o serviço e acesso a 24.000 títulos da DC Comics. As assinaturas do DC Universe foram automaticamente transferidas para o DC Universe Infinite após o seu lançamento.

## Disponibilidade
No lançamento, o DC Universe Infinite estava disponível apenas nos Estados Unidos. Ficou disponível no Canadá, Austrália e Nova Zelândia no final de março de 2022 e foi lançado no final de abril de 2022 no Reino Unido. Os lançamentos no Brasil e no México estavam previstos para meados de 2022, porém isso não aconteceu e nada mais foi dito sobre o assunto desde então, e nem se sabe se ao menos o serviço chegará nesses territórios. De qualquer forma, em seu país de origem e em alguns países da Europa, o serviço está disponível na web e em dispositivos iOS e Android.